# جاك وليامز (لاعب كرة قدم أمريكية)
جاك وليامز (بالإنجليزية: Jack Williams)‏ هو لاعب كرة قدم أمريكية أمريكي، ولد في 27 مارس 1985.

## وصلات خارجية
- جاك وليامز على موقع مرجع كرة القدم المحترفة.كوم (الإنجليزية)